# Città di Como Challenger 2011
Il Città di Como Challenger 2011 è stato un torneo professionistico di tennis che si è disputato su campi in terra rossa. Questa è la sesta edizione del torneo che appartiene alla categoria ATP Challenger Tour nell'ambito dell'ATP Challenger Tour 2011. Gli incontri si sono disputati a Como, in Italia, dal 29 agosto al 4 settembre 2011.

## Partecipanti

### Teste di serie
| Nazionalità | Giocatore           | Ranking* | Testa di serie |
| ----------- | ------------------- | -------- | -------------- |
| Francia     | Stéphane Robert     | 108      | 1              |
| Francia     | Benoît Paire        | 118      | 2              |
| Francia     | Florent Serra       | 133      | 3              |
| Germania    | Andreas Beck        | 137      | 4              |
| Italia      | Paolo Lorenzi       | 140      | 5              |
| Germania    | Simon Greul         | 147      | 6              |
| Germania    | Denis Gremelmayr    | 164      | 7              |
| Spagna      | Pablo Carreño Busta | 168      | 8              |

* Ranking al 22 agosto 2011.

### Altri partecipanti
Giocatori che hanno ricevuto una wild card:
- Federico Delbonis
- Daniele Giorgini
- Matteo Trevisan

Giocatori che hanno ricevuto l'infresso come alternate nel tabellone principale del singolare:
- Martín Alund
- Iñigo Cervantes-Huegun
- Axel Michon
- Gianluca Naso
- Philipp Oswald

Il giocatore seguente ha ricevuto l'ingresso come special exempt nel tabellone principale del singolare:
- Peter Gojowczyk

Giocatori che sono passati dalle qualificazioni:
- Benjamin Balleret
- Antonio Comporto
- Niels Desein
- Guillermo Durán
- Boris Pašanski
- Pedro Sousa
- Simon Stadler

## Campioni

### Singolare
Pablo Carreño Busta ha battuto in finale  Andreas Beck con il punteggio di 6–4, 7–6(4).

### Doppio
Federico Delbonis /  Renzo Olivo hanno battuto in finale Martín Alund /  Facundo Argüello con il punteggio di 6–1, 6–4.